# SINIX
SINIX (senare namn Reliant UNIX) var en version av Unix-operativsystemet utgivet av Siemens Nixdorf Informationssysteme. Systemet ersatt Pyramid Technologys DC/OSx. Den sista versionen som gavs ut under namnet SINIX var 5.43 från 1995. För att leva upp till X/Opens krav för användningen av varumärket UNIX gavs version 5.44 och senare ut som Reliant UNIX, av Fujitsu Siemens Computers. Den sista versionen av Reliant UNIX blev 5.45. 
SINIX var ursprungligen en modifierad Xenix och fungerade med processorer av typen Intel 80186. Senare System V-baserade versioner, var planerade för servrarna SNI RM-200, RM-300, RM-400 and RM-600 (med MIPS-processor) (SINIX-N, SINIX-O, SINIX-P, SINIX-Y), och för maskinen PC-MXi (i386 (SINIX-L).
I vissa versioner av SINIX kunde man med en funktion kallad Universes emulera vissa andra Unixvarianters beteende (åtminstone Vystem V.3, System III och BSD). Alla "universum" hade sin egen uppsättning av kommandon, libraries och headers.